# Metallochlora decorata
Metallochlora decorata är en fjärilsart som beskrevs av W. Warren 1896. Metallochlora decorata ingår i släktet Metallochlora och familjen mätare. Inga underarter finns listade i Catalogue of Life.